# كارل زيمر
كارل زيمر (بالإنجليزية: Carl Zimmer) (و. 1966 – م) هو مؤلِّف، وصحفي، وكاتب، من الولايات المتحدة الأمريكية، ولد في نيو هيفن، كونيتيكت.

## معرض صور

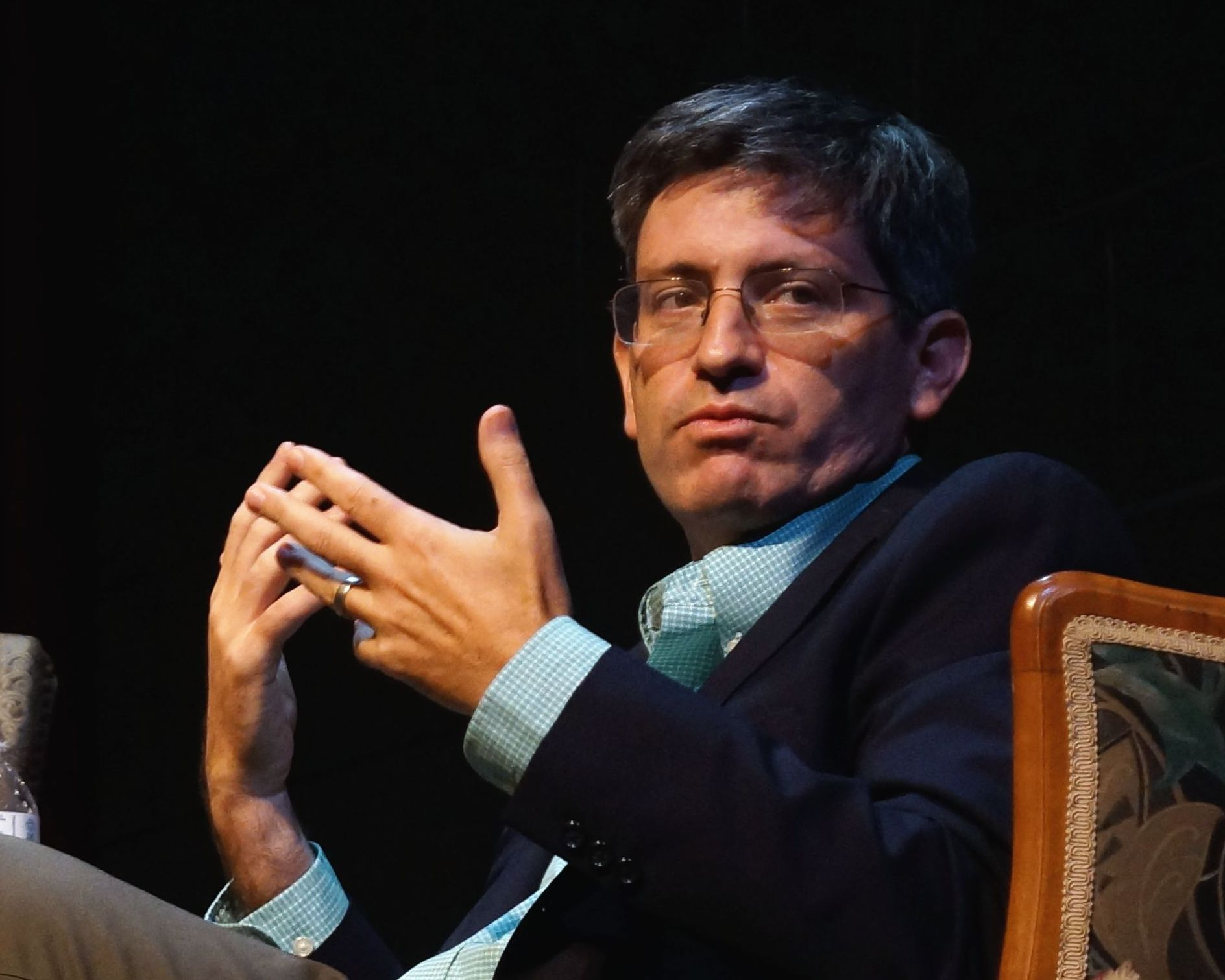
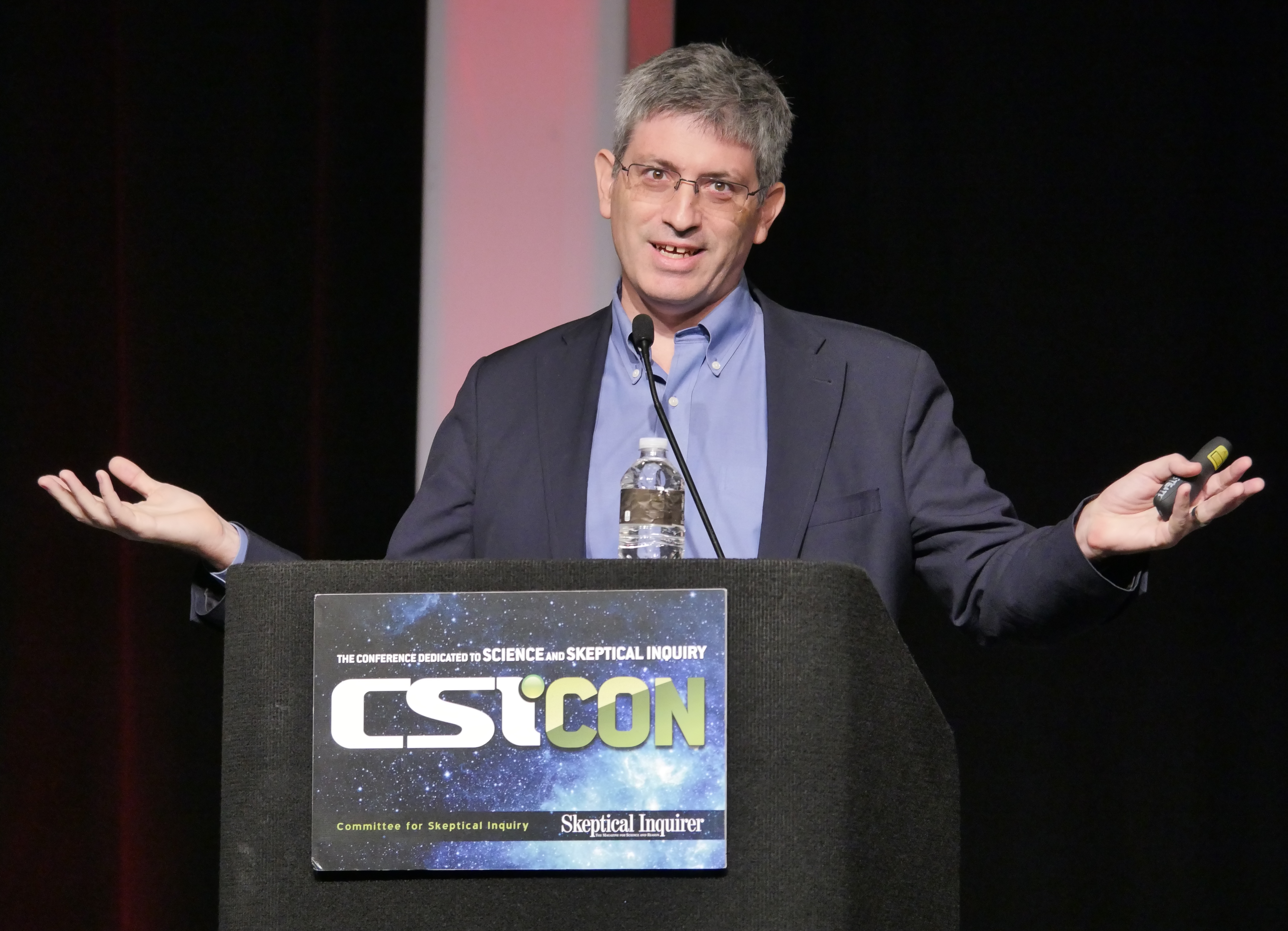
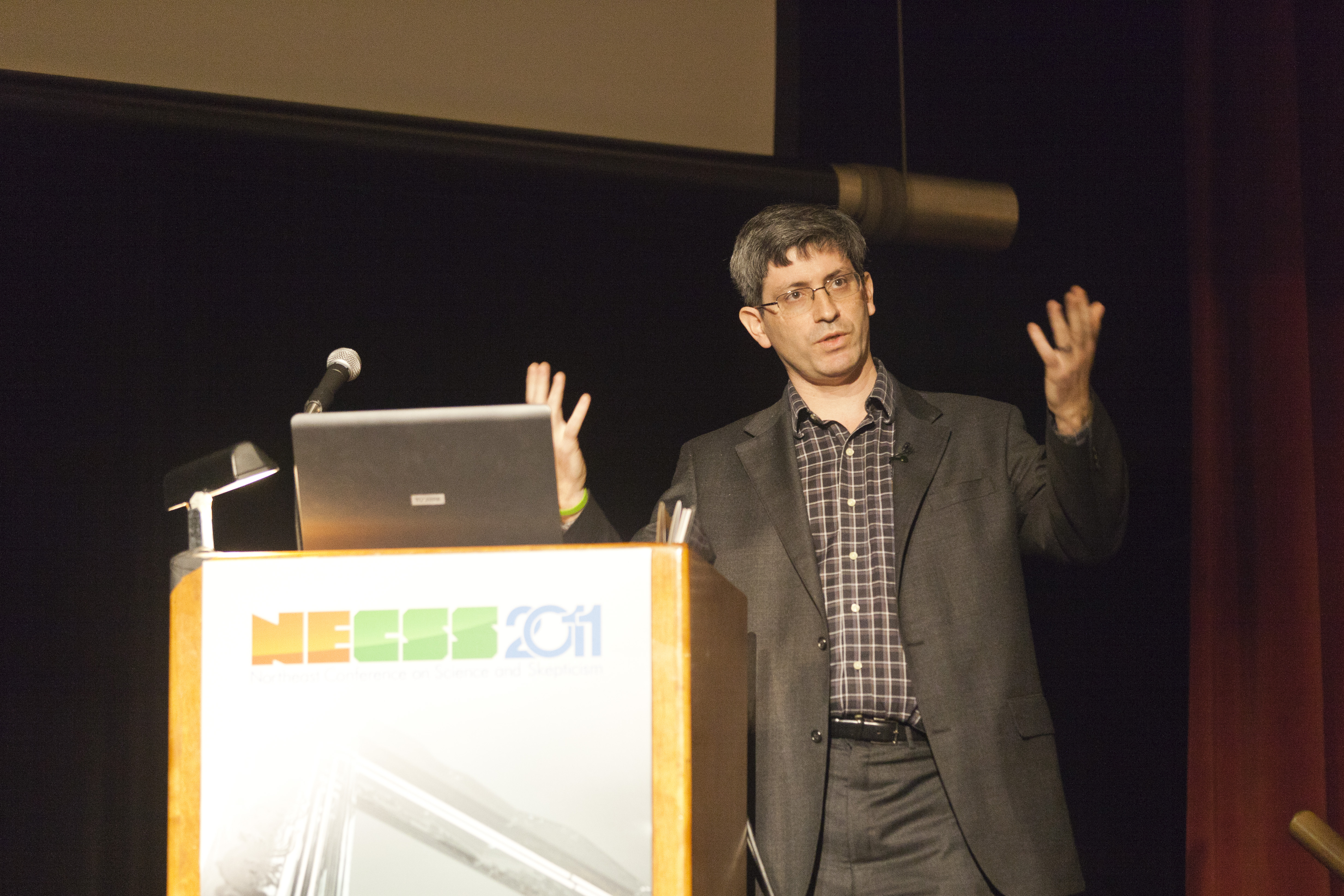

## التعليم
تعلم في جامعة ييل.

## مناصب وهيئات
أدار جامعة ييل.

## جوائز
حصل على جوائز منها:
- زمالة غوغنهايم.

## روابط خارجية
- كارل زيمر على موقع ميوزك برينز (الإنجليزية)
- كارل زيمر على موقع إن إن دي بي (الإنجليزية)